# Swiss Open 2000
Die Swiss Open 2000 im Badminton fanden vom 13. bis zum 19. März 2000 in der St. Jakobshalle Basel statt. Das Preisgeld betrug 100.000 US-Dollar. Das Turnier hatte damit einen Vier-Sterne-Status im Grand Prix.

## Sieger und Platzierte
| Disziplin    | Gold                       | Silber                     | Bronze                                     |
| ------------ | -------------------------- | -------------------------- | ------------------------------------------ |
| Herreneinzel | Xia Xuanze                 | Ji Xinpeng                 | Kenneth Jonassen                           |
| Herreneinzel | Xia Xuanze                 | Ji Xinpeng                 | Hendrawan                                  |
| Dameneinzel  | Dai Yun                    | Gong Ruina                 | Lee Kyung-won                              |
| Dameneinzel  | Dai Yun                    | Gong Ruina                 | Han Jingna                                 |
| Herrendoppel | Ha Tae-kwon Kim Dong-moon  | Jens Eriksen Jesper Larsen | Flandy Limpele Eng Hian                    |
| Herrendoppel | Ha Tae-kwon Kim Dong-moon  | Jens Eriksen Jesper Larsen | Lee Dong-soo Yoo Yong-sung                 |
| Damendoppel  | Qin Yiyuan Gao Ling        | Huang Nanyan Yang Wei      | Ra Kyung-min Chung Jae-hee                 |
| Damendoppel  | Qin Yiyuan Gao Ling        | Huang Nanyan Yang Wei      | Yim Kyung-jin Lee Hyo-jung                 |
| Mixed        | Kim Dong-moon Ra Kyung-min | Zhang Jun Gao Ling         | Jens Eriksen Mette Schjoldager             |
| Mixed        | Kim Dong-moon Ra Kyung-min | Zhang Jun Gao Ling         | Khunakorn Sudhisodhi Saralee Thungthongkam |

## Finalresultate
| Disziplin    | Sieger                     | Gegner                     | Ergebnis         |
| ------------ | -------------------------- | -------------------------- | ---------------- |
| Herreneinzel | Xia Xuanze                 | Ji Xinpeng                 | 15:8, 15:6       |
| Dameneinzel  | Dai Yun                    | Gong Ruina                 | 11:5, 13:12      |
| Herrendoppel | Ha Tae-kwon Kim Dong-moon  | Jens Eriksen Jesper Larsen | 15:12, 15:2      |
| Damendoppel  | Qin Yiyuan Gao Ling        | Huang Nanyan Yang Wei      | 15:5, 8:15, 15:9 |
| Mixed        | Kim Dong-moon Ra Kyung-min | Zhang Jun Gao Ling         | 15:8, 15:9       |

## Halbfinalresultate
| Disziplin    | Sieger                     | Gegner                                     | Ergebnis           |
| ------------ | -------------------------- | ------------------------------------------ | ------------------ |
| Herreneinzel | Ji Xinpeng                 | Kenneth Jonassen                           | 15:10, Aufgabe     |
|              | Xia Xuanze                 | Hendrawan                                  | 15:11, 8:15, 15:11 |
| Dameneinzel  | Gong Ruina                 | Lee Kyung-won                              | 11:4, 11:2         |
|              | Dai Yun                    | Han Jingna                                 | 11:1, 11:3         |
| Herrendoppel | Ha Tae-kwon Kim Dong-moon  | Flandy Limpele Eng Hian                    | 15:5, 15:1         |
|              | Jens Eriksen Jesper Larsen | Lee Dong-soo Yoo Yong-sung                 | 15:9, 10:15, 15:12 |
| Damendoppel  | Qin Yiyuan Gao Ling        | Ra Kyung-min Chung Jae-hee                 | 15:8, 15:13        |
|              | Huang Nanyan Yang Wei      | Yim Kyung-jin Lee Hyo-jung                 | 15:10, 15:11       |
| Mixed        | Kim Dong-moon Ra Kyung-min | Jens Eriksen Mette Schjoldager             | 15:4, 15:3         |
|              | Zhang Jun Gao Ling         | Khunakorn Sudhisodhi Saralee Thungthongkam | 15:9, 15:12        |

## Viertelfinalresultate
| Disziplin    | Sieger                                     | Gegner                              | Ergebnis            |
| ------------ | ------------------------------------------ | ----------------------------------- | ------------------- |
| Herreneinzel | Ji Xinpeng                                 | Niels Christian Kaldau              | 15:8, 17:14         |
|              | Kenneth Jonassen                           | Boonsak Ponsana                     | 15:12, 8:15, 15:9   |
|              | Xia Xuanze                                 | Tomas Johansson                     | 15:12, 14:17, 15:12 |
|              | Hendrawan                                  | Chen Hong                           | 15:10, 15:8         |
| Dameneinzel  | Lee Kyung-won                              | Zeng Yaqiong                        | 13:10, 13:10        |
|              | Gong Ruina                                 | Kelly Morgan                        | 11:8, 11:2          |
|              | Han Jingna                                 | Sujitra Ekmongkolpaisarn            | 5:11, 11:2, 11:0    |
|              | Dai Yun                                    | Kim Ji-hyun                         | 11:4, 11:8          |
| Herrendoppel | Ha Tae-kwon Kim Dong-moon                  | Martin Lundgaard Hansen Lars Paaske | 15:6, 15:2          |
|              | Flandy Limpele Eng Hian                    | Choong Tan Fook Lee Wan Wah         | 15:13, 15:12        |
|              | Jens Eriksen Jesper Larsen                 | Cheah Soon Kit Yap Kim Hock         | 15:8, 15:8          |
|              | Lee Dong-soo Yoo Yong-sung                 | Simon Archer Nathan Robertson       | 15:6, 15:12         |
| Damendoppel  | Ra Kyung-min Chung Jae-hee                 | Eliza Nathanael Deyana Lomban       | 15:2, 14:17, 15:8   |
|              | Qin Yiyuan Gao Ling                        | Ann Jørgensen Majken Vange          | w.o.                |
|              | Yim Kyung-jin Lee Hyo-jung                 | Eti Tantra Cynthia Tuwankotta       | 11:15, 15:5, 15:6   |
|              | Huang Nanyan Yang Wei                      | Joanne Goode Donna Kellogg          | 15:2, 15:5          |
| Mixed        | Kim Dong-moon Ra Kyung-min                 | Jim Laugesen Pernille Harder        | 15:8, 16:17, 15:3   |
|              | Jens Eriksen Mette Schjoldager             | Ha Tae-kwon Chung Jae-hee           | 15:11, 15:10        |
|              | Khunakorn Sudhisodhi Saralee Thungthongkam | Simon Archer Joanne Goode           | 7:15, 15:11, 15:8   |
|              | Zhang Jun Gao Ling                         | Wahyu Agung Emma Ermawati           | 15:9, 15:8          |